# Governo di transizione siriano
Il Governo di transizione siriano è l'attuale governo di transizione in carica della Siria dall'8 dicembre 2024.
Nato dopo la caduta definitiva della Repubblica Araba di Siria del Partito Ba'th e l'esilio dell'ex-Presidente Bashar al-Assad dal successo di un'offensiva delle forze di opposizione, esso ha visto inizialmente il Governo di Salvezza Siriano guidato da Ahmad al-Shara' insediarsi a Damasco come unica fazione partecipante, salvo poi estendersi alle altre forze di opposizione, tra cui il Governo provvisorio siriano e, dopo alcuni negoziati ed un concordato di graduale integrazione, all'Amministrazione Autonoma della Siria del Nord-Est e l'autogoverno dei Drusi (Southern Operation Room).
Inizialmente il governo di transizione fu guidato dal primo ministro siriano uscente Mohammad Ghazi al-Jalali con un incarico ad interim, fino a quando Mohammed al-Bashir non è stato designato come primo ministro il 9 dicembre 2024.

## Formazione
Ahmad al-Shara', leader del Governo di Salvezza Siriano, ha dichiarato su Telegram che le istituzioni pubbliche siriane non sarebbero state immediatamente prese con la forza, ma sarebbero state invece temporaneamente detenute dal Primo Ministro siriano Mohammad Ghazi al-Jalali fino al completamento della piena transizione politica. Al-Jalali ha annunciato in un video sui social media che aveva intenzione di rimanere a Damasco e di collaborare con il popolo siriano, esprimendo al contempo la speranza che la Siria potesse diventare "un Paese normale" e iniziare a impegnarsi nella diplomazia con altre nazioni. Jalali ha anche espresso la sua disponibilità a "tendere la mano" all'opposizione.
Hadi al-Bahra, presidente della Coalizione nazionale delle forze rivoluzionarie e di opposizione siriane, ha affermato che è necessario un periodo di transizione di 18 mesi per stabilire "un ambiente sicuro, neutrale e tranquillo" per elezioni libere. Questo periodo include sei mesi per redigere una nuova costituzione. Questa transizione, secondo al-Bahra, dovrebbe essere in linea con la risoluzione 2254 del Consiglio di sicurezza delle Nazioni Unite.
Il primo ministro del governo di salvezza siriano, Mohammad al-Bashir, è stato incaricato il 9 dicembre di formare il nuovo governo siriano durante il periodo di transizione. Manterrà questa carica fino al 1° marzo 2025. I ministri del Governo di Salvezza continueranno i loro doveri nel governo di transizione.

## Composizione

### Primo governo di transizione (2024-2025)
| Carica                                         | Titolare                                                 | Titolare | Titolare |
| ---------------------------------------------- | -------------------------------------------------------- | -------- | -------- |
| Primo ministro                                 | Mohammad al-Bashir (HTS) (ad interim)                    |          |          |
| Ministeri                                      |                                                          |          |          |
| Esteri                                         | Asʿad al-Shaibānī (HTS)                                  |          |          |
| Interno                                        | Muḥammad ʿAbd al-Raḥmān (HTS) Ali Abdulrahman Keda (HTS) |          |          |
| Economia                                       | Bāsil ʿAbd al-ʿAzīz (HTS)                                |          |          |
| Giustizia                                      | Shādī al-Waysī (HTS)                                     |          |          |
| Difesa                                         | Murḥaf Abū Qasrah (HTS)                                  |          |          |
| Salute                                         | Māhir al-Sharāʿ (HTS)                                    |          |          |
| Istruzione                                     | Naẓīr al-Qadrī (HTS)                                     |          |          |
| Sviluppo                                       | Fādī al-Qāsim (HTS)                                      |          |          |
| Informazione                                   | Muḥammad Yaʿqūb al-ʿUmar (HTS)                           |          |          |
| Agricoltura                                    | Muḥammad al-Aḥmad (HTS)                                  |          |          |
| Affari femminili                               | ʿĀʾishah al-Dibbs (HTS)                                  |          |          |
| Comunicazioni e Tecnologia dell'Informazione   | Ḥusayn al-Maṣrī (Indipendente)                           |          |          |
| Elettricità                                    | ʿUmar Shaqrūq (HTS)                                      |          |          |
| Finanze                                        | Muḥammad ʿAbāzayd (Indipendente)                         |          |          |
| Commercio Interno e Protezione dei Consumatori | Māhir Khalīl al-Ḥasan (Indipendente)                     |          |          |
| Amministrazione Locale e Ambiente              | Muḥammad Muslim (HTS)                                    |          |          |
| Petrolio e Risorse Minerarie                   | Ghiyāth Diyāb (Indipendente)                             |          |          |
| Trasporti                                      | Bahāʾ al-Dīn Shurm (Indipendente)                        |          |          |
| Risorse Idriche                                | Usāmah Abū Zayd (Indipendente)                           |          |          |
| Servizi Segreti Generali                       | Anas Khaṭṭāb (HTS)                                       |          |          |
| Direzione Generale delle Dogane                | Quṭaybah Aḥmad Badawī (HTS)                              |          |          |

### Secondo governo di transizione (2025-)
| Ministero                                               | Titolare                     | Inizio        | Fine      | Schieramento | Schieramento          |
| ------------------------------------------------------- | ---------------------------- | ------------- | --------- | ------------ | --------------------- |
| Ministero dell'Interno                                  | Anas Khattab                 | 29 marzo 2025 | In carica |              | Hay'at Tahrir al-Sham |
| Ministero della Difesa                                  | Murhaf Abu Qasra             | 29 marzo 2025 | In carica |              | Hay'at Tahrir al-Sham |
| Ministero degli Affari Esteri e degli Espatriati        | Asaad al-Shaibani            | 29 marzo 2025 | In carica |              | Hay'at Tahrir al-Sham |
| Ministero della Giustizia                               | Mazhar al-Wais               | 29 marzo 2025 | In carica |              | Hay'at Tahrir al-Sham |
| Ministero dell'Awqaf                                    | Mohammed Abu al-Khair Shukri | 29 marzo 2025 | In carica |              | Indipendente          |
| Ministero dell'Università                               | Marwan al-Halabi             | 29 marzo 2025 | In carica |              | Indipendente          |
| Ministero degli Affari Sociali e del Lavoro             | Hind Kabawat                 | 29 marzo 2025 | In carica |              | Indipendente          |
| Ministero dell'Energia                                  | Mohammed al-Bashir           | 29 marzo 2025 | In carica |              | Hay'at Tahrir al-Sham |
| Ministero delle Finanze                                 | Mohammed Yusr Barniyeh       | 29 marzo 2025 | In carica |              | Indipendente          |
| Ministero dell'Economia e degli Scambi Commerciali      | Mohammad Nidal al-Shaar      | 29 marzo 2025 | In carica |              | Indipendente          |
| Ministero della Salute                                  | Musaab Nazzal al-Ali         | 29 marzo 2025 | In carica |              | Indipendente          |
| Ministero dell'Amministrazione Locale e del Paesaggio   | Mohammed Anjrani             | 29 marzo 2025 | In carica |              | Hay'at Tahrir al-Sham |
| Ministero delle Emergenze e della Gestione dei Disastri | Raed al-Saleh                | 29 marzo 2025 | In carica |              | Indipendente          |
| Ministero delle Telecomunicazioni                       | Abdul Salam Haykal           | 29 marzo 2025 | In carica |              | Indipendente          |
| Ministero dell'Agricoltura e delle Riforme Agricole     | Amjad Badr                   | 29 marzo 2025 | In carica |              | Indipendente          |
| Ministero dell'Istruzione                               | Mohammed Abdul Rahman Turko  | 29 marzo 2025 | In carica |              | Indipendente          |
| Ministero dei Lavori Pubblici e delle Abitazioni        | Mustafa Abdul Razzaq         | 29 marzo 2025 | In carica |              | Hay'at Tahrir al-Sham |
| Ministero della Cultura                                 | Mohammed Saleh               | 29 marzo 2025 | In carica |              | Indipendente          |
| Ministero dei Giovani e dello Sport                     | Mohammed Sameh Hamedh        | 29 marzo 2025 | In carica |              | Hay'at Tahrir al-Sham |
| Ministero del Turismo                                   | Mazen al-Salhani             | 29 marzo 2025 | In carica |              | Indipendente          |
| Ministero per lo Sviluppo Amministrativo                | Mohammad Skaf                | 29 marzo 2025 | In carica |              | Hay'at Tahrir al-Sham |
| Ministero dei Trasporti                                 | Yaarub Bader                 | 29 marzo 2025 | In carica |              | Indipendente          |
| Ministero dell'Informazione                             | Hamza al-Mustafa             | 29 marzo 2025 | In carica |              | Indipendente          |